# Encrateola laevigata
Encrateola laevigata är en stekelart som först beskrevs av Julius Theodor Christian Ratzeburg 1848.  Encrateola laevigata ingår i släktet Encrateola och familjen brokparasitsteklar. Arten är reproducerande i Sverige. Utöver nominatformen finns också underarten E. l. longicornis.